# John G. Lake
John Graham Lake (18 mars 1870 - 16 sept. 1935) var en nordamerikansk missionär och helandeförkunnare.
Lake var född och uppvuxen i Ontario, Kanada, som ett av 16 syskon. Han vigdes 1891 till pastor inom Metodistkyrkan men lämnade så småningom denna tjänst för att göra karriär inom affärslivet.
Lake startade två dagstidningar och verkade inom både fastighets- och försäkringsbranschen innan han återgick till evangelisk verksamhet.
När Lakes hustru blev dödligt sjuk uppsökte de helandepredikanten John Alexander Dowie i Zion City, Illinois. Fru Lake blev helad och makarna slog sig 1901 ner i staden och anslöt sig till Dowies Christian Catholic Church (CCC), inom vilken John G kom att utses till äldste och själv började förkunna och praktisera gudomligt helande genom förbön.
Han hörde till dem som tog emot Charles Fox Parham i Zion City, trots motstånd från Dowie.
Lake tog till sig Parhams lära om dop i den Helige Ande och tvingades därför 1904 lämna CCC.
Lake besökte Parhams lärjunge William Seymour, ledare för den väckelse på Azusa Street i Los Angeles som ledde till Apostolic Faith Missions och den moderna pingströrelsens födelse.
1907 blev Lake själv andedöpt och började förkunna andedop med tungotal, som en "tredje välsignelse".
1908 reste Lake (med fru och sju barn) till Sydafrika, för att verka som missionär.  
Efter några få gudstjänster i Kapstaden och ett kort besök i Pretoria kände de ett kall att slå sig ned i Johannesburg. Den första gudstjänsten där hölls i Doornfontein, den 25 maj 1908, förmodligen bara ett par dagar efter Lakes ankomst. I december samma år dog hans fru efter en tids sjukdom.
Under fyra års tid reste Lake runt i Sydafrika, bildade församlingar och utnämnde äldste och evangelister. I Wakkerstroom kom han i kontakt med en sionistförsamling, ledd av Pieter L le Roux, som bildats av missionärer från CCC. Tillsammans med le Roux och Thomas Hezmalhalch bildade han Apostolic Faith Mission of South Africa.
1912 återvände Lake till USA.
1914 gifte han om sig med Florence Switzer (med vilken han fick fem barn) och bildade organisationen International Apostolic Council, med Curry R Blake som "Högste tillsyningsman". Blake kom senare att starta John G. Lake Ministries i Dallas, Texas. 
1915-1920 startade Lake "Healing Rooms", ett helandecenter i Spokane, Washington.
1920-25 drev han en liknande verksamhet i Portland innan han återvände till Spokane, där han fortsatte sin helandeverksamhet de återstående åren av sitt liv.
Efter Lakes död övertogs Healing Room Ministries i Spokane av hans dotter Gertrud som, i sin tur, 1987 överlämnade ledningen över densamma till ovan nämnde Curry R Blake.